# 周炯
周炯（1469年—？），字堯宇，直隸蘇州府常熟縣人，民籍，明朝政治人物。

## 生平
弘治二年（1489年）己酉科應天府鄉試第四十名舉人。弘治三年（1490年）中式庚戌科會試第二百四十一名，二甲第六十七名進士。

## 家族
曾祖周以敬；祖父周時望，封行人司司副；父周木，吏部郎中。母陳氏（封孺人）。重庆下。